# 遊戲王R
《遊戲王R》（R，Yu-Gi-Oh! R）是由《遊戲王》作者高橋和希負責原案和監修，伊藤彰所繪的漫畫作品。在日本漫畫雜誌V-Jump上連載，是於漫畫遊戲王完結後所繪畫的衍生支線故事。標題內的「R」有「Reverse」之意，在這裡是指「將本文沒有描寫的伏線Reverse」。

## 故事
故事發生時間在武藤遊戲於「決鬥城市篇」戰勝馬利克·伊修達爾後不久，「王之記憶篇」之前。
某一日，貝卡斯·J·克羅佛多的養子兼徒弟天馬夜行突然現身於武藤遊戲及其好友面前，並向遊戲提出挑戰，夜行在決鬥中召喚邪神·阿伯達將武藤遊戲的歐西里斯的天空龍擊敗，並告訴武藤遊戲其好友真崎杏子已被拐走，目前身處於由國際幻象社所操縱的海馬集團。為了營救杏子，武藤遊戲等人決定動身前往海馬集團。

## 用語

### R·A計劃
「Rebirth of Avatar（阿伯達的復活）」的簡稱。
以真崎杏子的身體作為附體，製造柏伽索斯·J·古諾福特的化身計劃。

### 國際幻象社
簡稱I2，是柏伽索斯·J·古諾福特的公司，目前由天馬夜行所管理。

### 海馬集團
海馬瀨人旗下公司，該公司的保安及戰鬥環系統目前被天馬夜行所操縱。

#### 決鬥盤系統
能令放置在決鬥盤(Duel Disk)內的卡牌立體化。
該系統位於海馬集團的總公司內。

### 卡牌專家
本故事中是指被I2社所雇用的傭兵。

#### 懸賞
如果卡牌專家能夠打敗武藤遊戲、城之內克也或海馬瀨人，就可以獲得一定數量的報酬。
武藤遊戲的懸賞：10萬美元
城之內克也的懸賞：10美元→100美元→200美元，及和武藤遊戲決鬥的優先權。
海馬瀨人的懸賞：10萬美元。

## 登場人物
以下是於本故事登場的人物，分爲原作登場角色及原創角色。

### 原作登場角色
以下是於原作及本故事登場的人物。
武藤遊戲本故事的主人翁，同時是「三張神之卡」（「歐貝利斯克的巨神兵」、「歐西里斯的天空龍」及「太陽神的翼神龍」）的擁有者。
為了營救杏子而必須擊倒位於海馬集團各層的卡牌專家。
真崎杏子被天馬夜行拐走，以進行R·A計劃。
城之內克也與武藤遊戲一同到海馬集團營救杏子，並和部分卡牌專家決鬥。
本田廣與武藤遊戲及城之内一同到海馬集團營救杏子。
海馬瀨人遊戲的宿敵。當他身處美國時，位於日本總公司戰鬥環系統的被天馬夜行操縱。
因而返回日本了解情況。
海馬圭平海馬瀨人的弟弟，與哥哥一同返回日本。
貝卡斯·J·克羅佛多I2社的創立人。天馬夜行為了令其復活 而進行R·A計劃。
盜賊基斯協助天馬夜行進行R·A計劃。東立版漫畫稱之為「基斯‧霍華」。

### 原創角色
以下人物只於本故事（《遊戲王R》）登場。
大部分的原創角色均以美國俄勒罔州的城鎮或英特爾相關產品名命。

#### 國際幻象社
天馬夜行柏伽索斯·J·古諾福特的養子兼徒弟。為了向武藤游戏報復，和令貝卡斯復活而進行R·A計劃。
製造了三張邪神卡，並擁有其中的邪神·阿伯達。
天馬月行夜行的雙胞胎哥哥，被遊戲擊敗後與其同行。
擁有邪神·爵德魯度。

#### 卡牌專家
以下是武藤遊戲、城之內、海馬瀨人及天馬月行所遇到的卡牌專家們。
迪舒尊·魯（デシェーツ・ルー，Deschutes Lew ）第一位卡牌專家，被遊戲擊倒。
其名來自德舒特河（Deschutes River）及德舒特縣（Deschutes County, Oregon）。「Deschutes」同時是第二代Pentium II核心的代號。
天娜·茉古（ティラ・ムーク，Tilla Mook）第二位卡牌專家，使用吸血鬼牌組。被遊戲擊敗。
其名來自德舒特河蒂拉穆克縣（Tillamook, Oregon）。「Tillamook」同時是Pentium MMX P55C的代號。
古拉馬斯·柯士留（クラマス・オースラー，Klamath Osler）第三位卡牌專家。自稱擁有好運氣，但被城之内擊倒。
其名來自克拉馬斯縣（Klamath County, Oregon）。「Klamath」同時是第一代Pentium II核心的代號。
寇克·狄克森（カーク・ディクソン，Kirk Dixon）第四位卡牌專家，使用機械族牌組。被武藤游戏擊敗。
其名「Dixon」是333 MHz 1.6V IntelPentium II晶片的代號。
其主力卡「督戰官角明頓（督戦官コヴィントン，Commander Covington）」起源於266 MHz P6 Intel Pentium II的晶片代號「Covington」。
比杜·蓋巴買（ピート・コパーマイン，Pete Coppermine）第五位卡牌專家，使用突變體牌組。被城之内擊敗。
其名來自科珀曼河（Coppermine River），該河流名稱同時是微處理器866 MHz 覆晶式針狀矩陣（Flip Chip Pin Grid Array，簡稱FCPGA）Pentium III（P3-850）的代號。
舞子·加藤（マイコ･カトウ，Maico Katou），又稱舞子女士（ミセス・マイコ，Mrs. Maico）第六位卡牌專家，是一位坐輪椅上的長者。使用森林牌組，被遊戲擊倒。
其名「Maico」為摩托車品牌之一。由其姓及名所組成的「Katmai」是Pentium III原先版本核心的代號。
文度·司奴（メンド・シーノ，Mendo Cino）第七位卡牌專家，使用昆蟲牌組。被城之内擊敗。
其名「Mendocino」是300 MHz P6 Intel Pentium II Centrino晶片的代號。
韋拉·銘道（ウィラー・メット，Willa Mette）第八位卡牌專家，使用白角龍牌組。被海馬擊敗。
其名「Willamette」同時是河流「Willamette River」及Pentium 4首款產品的代號。
鐵度·巴尼亞斯（テッド・バニアス，Tedd Banias）第九位卡牌專家，使用獸族牌組。與天馬月行決鬥，戰敗。
其名「Banias」是第一代Pentium M核心名稱。
北森玲子（北森玲子，Reiko Kitamori）第十位卡牌專家，使用棋類及破壞卡牌的組合牌組。被城之内擊倒。
其姓氏「北森」意指northwood ，「Northwood」是Pentium 4 130nm版本的微處理器。
戴普瑞·史考（デプレ・スコット，Depre Scott）第十一位卡牌專家，使用宇宙牌組。被武藤游戏擊敗。
「Prescott」是Pentium 4第三版本核心的代號。
李奇·馬瑟（リッチー・マーセッド，Richie Merced）第十二位卡牌專家，同時是柏伽索斯·J·古諾福特的養子之一。與天馬月行進行決鬥。
Merced是第一代Itanium的代號。
西達·米爾（シーダー・ミール，Cedar Mill）第十三位卡牌專家。被遊戲的歐西里斯的天空龍擊倒。
其名字及草圖於漫畫單行本第四集公佈。
「Cedar Mill」為奔騰4最後一個版本的代號。
「Cedar Mills」是位於比弗頓的其中一個地方。

#### 商店破壞者（Store Breaker）
在番外編登場的名詞，是某犯罪三人組的統稱。
百野真澄（百野真澄，Masumi Momono）
擁有複數的牌組，企圖拿走武藤雙六店內的神之卡。
其主力卡「圖拉丁（ ，Tualatin）」起源於1.266 GHz FCPGA2Pentium III（P3-850）的微處理器代號「Tualatin」。

## 各話標題
每話標題均以‘「決鬥R」（Duel Round）+ 話數 ’表示。
| 話數                                        | 日語標題 | 中文標題                   |
| ------------------------------------------- | -------- | -------------------------- |
| 第一集 附贈卡片：「冥王竜ヴァンダルギオン」 |          |                            |
| 1                                           | …！？    | 邪惡的影子…！？            |
| 2                                           | ！！     | 阿巴塔的神威！！           |
| 3                                           | ！！     | 海馬娛樂集團決戰，開始！！ |
| 4                                           | ！！     | 不死牌組的威脅！！         |
| 5                                           |          | 城之內的奇策               |
| 6                                           | ！！     | 威脅的機甲部隊！！         |
| 7                                           | ！！     | 城之內再戰！！             |
| 8                                           | ！！     | 黑暗深處的居民！！         |
| 9                                           | ！！     | 恐怖之神降臨！！           |
| 第二集                                      |          |                            |
| 10                                          |          | 恐怖所支配的世界！！       |
| 11                                          |          | 決鬥，以及…！？            |
| 12                                          |          | 城之內陷入絕境！？         |
| 13                                          |          | 海馬瀨人登場！！           |
| 14                                          |          | 「霧」的威脅！！           |
| 15                                          |          | 究極的生命體降臨！！       |
| 16                                          |          | 天馬兄弟的秘密！！         |
| 17                                          |          | 妖精戰士群雄！！           |
| 第三集 附贈卡片：「冥府の使者ゴーズ」       |          |                            |
| 18                                          |          | 完美決鬥！！               |
| 19                                          |          | 被操弄的城之內！！         |
| 20                                          |          | 憤怒的海馬瀨人！！         |
| 21                                          |          | R・A計劃的真相！！         |
| 22                                          |          | 宇宙空間的決戰！！         |
| 23                                          |          | 玩具魔法！！               |
| 24                                          |          | 另一個夥伴！！             |
| 特別決鬥                                    |          | 冥王、召喚！！             |
| 第四集 附贈卡片：「エンジェルO7」           |          |                            |
| 25                                          |          | 李奇戰、開始！！           |
| 26                                          |          | 的寵兒！！                 |
| 27                                          |          | 各自的戰鬥！！             |
| 28                                          |          | 頂點的鬥技場！！           |
| 29                                          |          | 邪神召喚！！               |
| 30                                          |          | 無法超越的「1」            |
| 31                                          |          | R・A發動                   |
| 32                                          |          | 的召喚！？                 |
| 第五集 附贈卡片：「神禽王アレクトール」     |          |                            |
| 33                                          |          | 再戰！！VS城之內           |
| 34                                          |          | 最後的邪神、降臨！！       |
| 35                                          |          | 城之內反撃！！             |
| 36                                          |          | 邪神消滅！                 |
| 37                                          |          | 最終決戰！                 |
| 38                                          |          | 神召喚的攻防               |
| 39                                          |          | 神速召喚！！               |
| 40                                          |          | 場上的支配者               |
| 41                                          |          | 另一個人的存在             |
| 42                                          |          | 激烈衝突！神VS邪神         |
| 43                                          |          | 雙雙消滅！！然後…          |
| 44                                          |          | 戰鬥的結局                 |

## 出版書籍
| 冊數 | 集英社        | 集英社                 | 東立出版社    | 東立出版社             | 文化傳信 | 文化傳信               |
| 冊數 | 發售日期      | ISBN                   | 發售日期      | ISBN                   | 發售日期 | ISBN                   |
| ---- | ------------- | ---------------------- | ------------- | ---------------------- | -------- | ---------------------- |
| 1    | 2005年3月4日  | ISBN 978-4-08-873822-5 | 2005年8月18日 | ISBN 978-986-11-7244-0 |          | ISBN 978-962-8896-21-0 |
| 2    | 2005年12月2日 | ISBN 978-4-08-873893-4 | 2006年4月24日 | ISBN 978-986-11-7245-9 |          | ISBN 978-962-8925-95-4 |
| 3    | 2006年6月4日  | ISBN 978-4-08-874260-5 | 2008年5月15日 | ISBN 978-986-11-7960-5 |          |                        |
| 4    | 2007年4月4日  | ISBN 978-4-08-874351-6 | 2008年6月5日  | ISBN 978-986-11-9945-0 |          |                        |
| 5    | 2008年4月4日  | ISBN 978-4-08-874441-4 | 2008年9月16日 | ISBN 978-986-10-1721-1 |          |                        |

## 外部連結
- V-Jump官方網站 （页面存档备份，存于）（日語）